# Taphrina filicina
Taphrina filicina (лат.) — вид грибов рода тафрина (Taphrina) отдела аскомицеты (Ascomycota), паразит папоротников из семейств Щитовниковые (Dryopteridaceae) и Телиптерисовые (Thelypteridaceae). Вызывает появление галлов на листочках вай.

## Описание
Галлы буроватые или жёлто-коричневые, затем чернеют, размерами 0,5—3 мм. Поражённые листочки искривляются.
Мицелий межклеточный.
Сумчатый слой («гимений») развивается на верхней стороне листочков, реже на нижней.
Аски 4- или 8-споровые, размерами (18)30—38(46)×6—10 мкм, булавовидные, в нижней части суженные, с закруглённой верхушкой. Базальные клетки (см. в статье Тафрина) отсутствуют.
Аскоспоры эллипсоидальные, 3,5—6,5×2—3 мкм.

## Распространение и хозяева
Taphrina filicina распространена в Евразии, встречается на Британских островах, в Германии, Дании, Швеции, Польше, Европейской части России, в Азии — в Грузии, Красноярском крае и Приморском крае России, а также в Северной Америке (США).
Встречается на щитовнике картузианском (Dryopteris carthusiana) (типовой хозяин), а также на видах родов Щитовник (Dryopteris), Кочедыжник (Athyrium), Лепторумора (Leptorumohra), Фегоптерис (Phegopteris).
В России поражает щитовник картузианский (в Европейской части — Новгородская и Смоленская области) и щитовник амурский (Dryopteris amurensis) (на Дальнем Востоке). Гриб развивается в июне — июле.

## Сходные виды
- Taphrina fusca (синоним Taphrina moriformis) известен в Средиземноморье (Апеннинский полуостров, Балканский полуостров) и на востоке США, вызывает появление коричнево-пурпурных галлов на различных видах щитовника.